# Kandi
Pour les articles homonymes, voir Kandi (homonymie).
Kandi est une commune et une ville située au nord du Bénin, préfecture du département de l'Alibori.

## Histoire
| Noms                      | Règne                |
| ------------------------- | -------------------- |
| Bagu I                    | ... - ...            |
| Bukunene                  | ... - ...            |
| Barikali II               | ... - ...            |
| Minti II                  | ... - ...            |
| Kina Dogo "Donsarukpunon" | ... - ...            |
| Gezere II                 | ... - ...            |
| Lafia II                  | ... - 1911           |
| Zibiri II                 | 1911 - 1929          |
| Bagu II                   | 1929 - 19..          |
| Sabi Goro                 | 19.. - date inconnue |

## Géographie

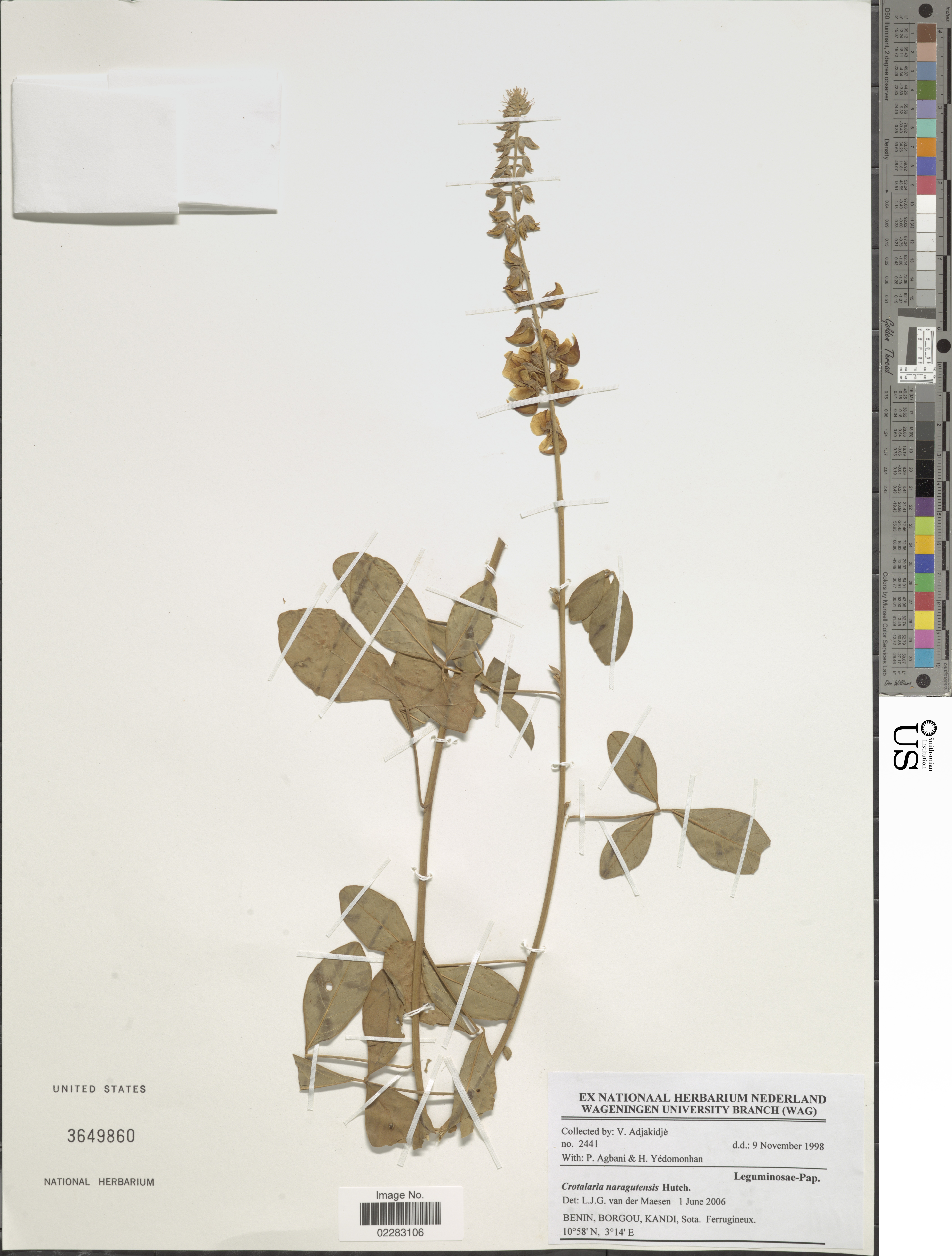
Spécimen de Crotalaria naragutensis collecté au bord de la Sota.

### Climat
Kandi est doté d'un climat de type soudanais avec une saison sèche qui s'étend de novembre à avril et une saison des pluies de mai à octobre. Les précipitations moyennes se situent entre 800 et 1 300 mm par an. Les vents dominants sont l'harmattan en saison sèche et la mousson d'avril à octobre.

### Population
Lors du recensement de 2013 (RGPH-4), la commune comptait 179 290 habitants, dont 20 537 pour l'arrondissement de Kandi I, 21 300 pour Kandi II et 14 206 pour Kandi III.
Les populations les plus représentées sont les Baatombu, les Peuls, les Dendi, les Mokolé et les Boo. Des groupes moins nombreux, tels que les Yom, les Lokpa, les Otamari, les Yoruba et  les Adja, y vivent également. 72,5% de la population est musulmane.

## Personnalités liées
- Alassane Seidou (1958-), homme politique, né à Kandi, et premier maire démocratiquement élu de la commune en 2003[5]

## Galerie

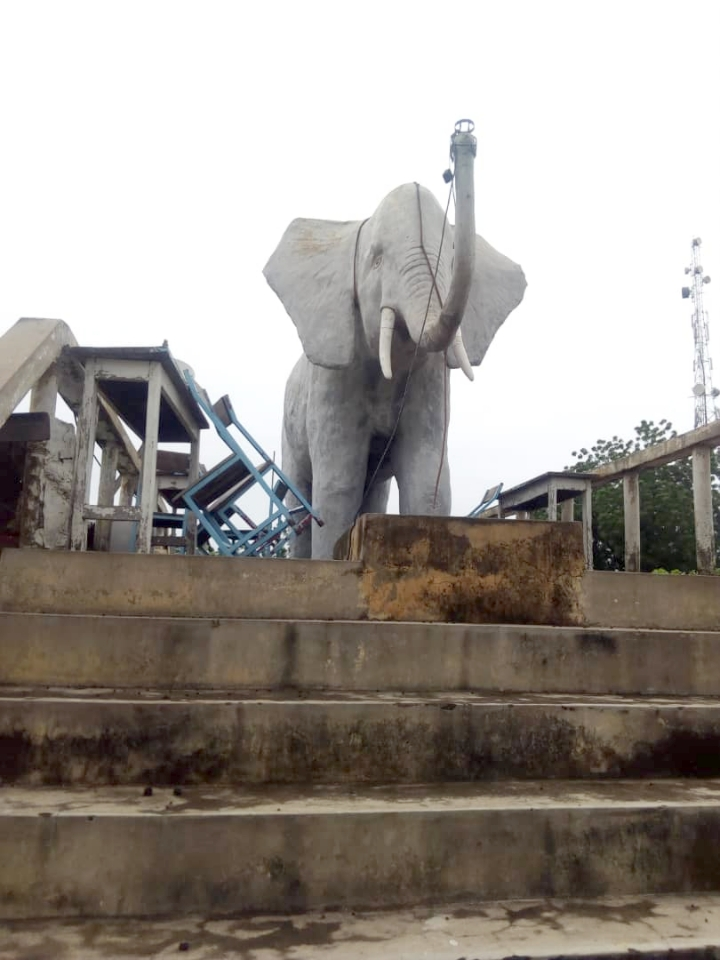
Place Éléphant de Kandi
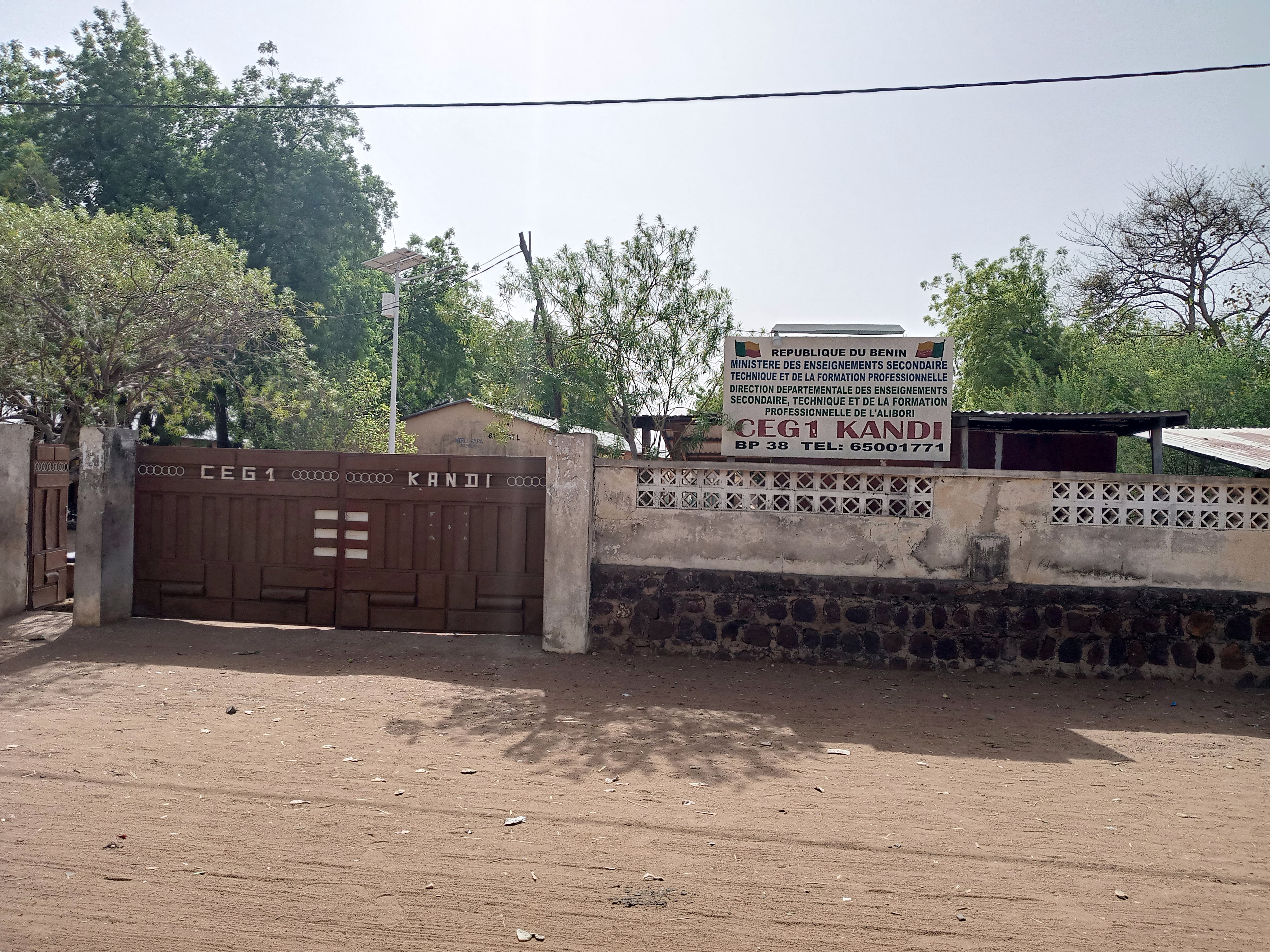
CEG1 Kandi
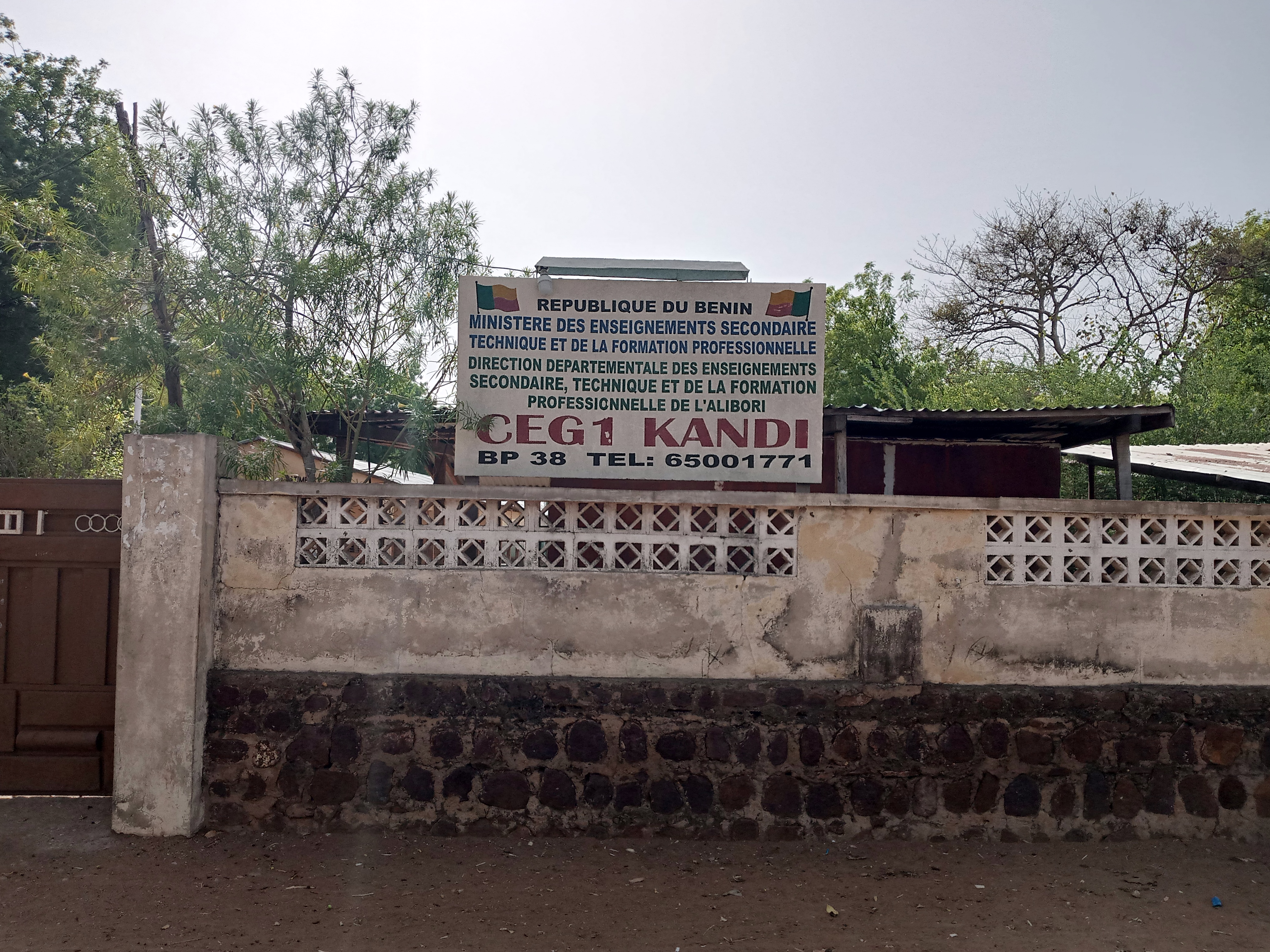
Enseigne CEG 1 Kandi
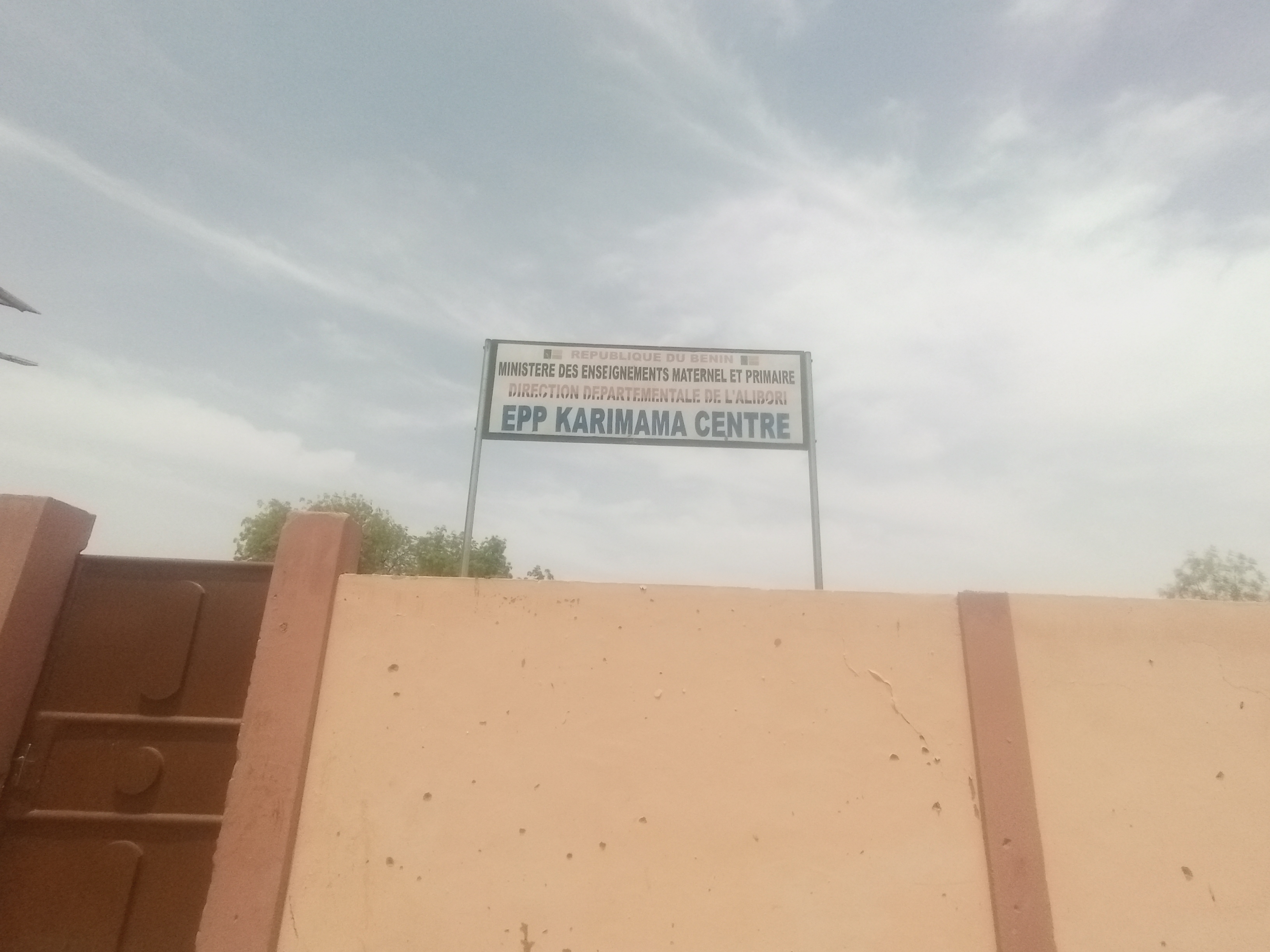
École primaire publique de Karimama centre